# Copidosoma hanzhongenum
Copidosoma hanzhongenum är en stekelart som beskrevs av Dang och Wang 2002. Copidosoma hanzhongenum ingår i släktet Copidosoma och familjen sköldlussteklar. Inga underarter finns listade i Catalogue of Life.